# Brian D. Warner
Brian D. Warner (* 1952) ist ein US-amerikanischer Astronom und Asteroidenentdecker.

## Leben
Er entdeckte im Zeitraum zwischen 1999 und 2000 insgesamt drei Asteroiden.
Brian D. Warner war mehr als acht Jahre lag der Herausgeber der Monatsschrift Minor Planet Observer. Er leitet die 1999 gegründete und privat finanzierte Palmer-Divide-Observatorium in Colorado Springs.

## Entdeckte Asteroiden
| Entdeckte Asteroiden: 3 | Entdeckte Asteroiden: 3 |
| ----------------------- | ----------------------- |
| (34366) Rosavestal      | 4. September 2000       |
| (34398) Terryschmidt    | 9. September 2000       |
| (70030) Margaretmiller  | 7. Februar 1999         |

## Auszeichnungen
Der Asteroid (8734) Warner wurde am 2. April 1999 nach ihm benannt.